# Mesida matinika
Mesida matinika là một loài nhện trong họ Tetragnathidae.
Loài này thuộc chi Mesida. Mesida matinika được miêu tả năm 1995 bởi Barrion & Litsinger.